# هيغاشي-ماتسوشيما (مياغي)
مدينة هيغاشيماتسوشيما (بالإنجليزية: Higashimatsushima)‏ هي أحد المدن التابعة لمحافظة مياغي. تأسست رسميًا في 01/04/2005. ويقدر عدد سكانها بـ 43238 نسمة حسب تقدير مكتب الإحصاء الياباني لعام 2012. تبلغ مساحة هيغاشيماتسوشيما 101.86 كم2. بكثافة سكانية تبلغ 424 نسمة/كم2.
هيغاشي-ماتسوشيما (باليابانية: 東松島市 هيغاشي-ماتسوشيما-شي) هي مدينة في محافظة مياغي، اليابان. تأسست المدينة في 1 أبريل، 2005 من دمج بلديتين.
في 11 مارس 2011 تعرضت المدينة إلى ضرر بالغ جراء الزلزال بشدة 8.9 درجات وموجات التسونامي التي تبعت ذلك.